# Dorothy Paget
Dorothy Wyndham Paget (née le 21 février 1905 et décédée le 9 février 1960) est une riche amatrice de courses hippiques et propriétaire de chevaux de courses. Mécène, amoureuse de la culture russe, elle finança la création de « La Maison Russe », lieu de mémoire et de culture situé à Sainte-Geneviève-des-Bois.
Pour lui rendre hommage, la ville de Sainte-Geneviève-des-Bois attribue une rue à son nom : rue Miss Paget.